# 11.º Escuadrón de la RAF (Reino Unido)
El 11° Escuadrón es un escuadrón de cazas de la Real Fuerza Aérea. El escuadrón operaba con aviones Tornado F3hasta que fue disuelto en 2005. Sin embargo fue reactivado en 2007, utilizando aviones Typhoon F2.

## Historia

### Primera Guerra Mundial
El 11° escuadrón de la Royal Flying Corps se formó en Netheravon, en Wiltshire, el 14 de febrero de 1915, recibiendo aviones de dos asientos Vickers Gunbus en junio, y fue trasladado a Francia, el 25 de julio de 1915. Como todos los anteriores escuadrones (de la Royal Flying Corps o de otras naciones) fueron unidades de reconocimiento o de cooperación con el ejército, se puede hacer una afirmar que el 11° escuadrón es el más antiguo escuadrón de combate especializado en el mundo. La escuadra ha tenido el honor de tener dos condecorados con la Cruz Victoria sirviendo en la unidad.
Los aviones del escuadrón fue puestos pronto en servicio, con el segundo teniente G.S.M. Insall, al cual se le concedió la Cruz Victoria para una acción, el 7 de noviembre de 1915, en la que derribó y destruyó un avión alemán de observación Aviatik. Los aviones Gunbus pronto quedaron obsoletos, sin embargo, fue reemplazado por los cazas F.E.2 de la Real Fábrica de Aviones de diseño similar, pero mayor rendimiento, en junio de 1916. Estos a su vez fueron reemplazados por los Bristol F.2 Fighter, en agosto de 1917. Estos se utilizaron tanto para patrullas ofensivas sobre el territorio alemán y ataques de campo para el resto de la guerra. El escuadrón fue disuelto a finales de 1919.
El 11° Escuadrón tuvo 19 ases de aviación en sus filas durante la guerra. Entre ellos se encontraban el condecorado con la Cruz Victoria Rees Lionel, así como Andrew Edward McKeever, el futuro de Comandante del Aire John Stanley Chick, Eugene Coler, Albert Ball, Frederick Libby, Ronald Maudit, John Quested, Herbert Sellars, Donald Beard, Stephen Price, Hugh Hay, y Thomas Frederick Stephenson.
Las Águilas gemelas en el escudo del escuadrón, otorgado en mayo de 1937, representa a los cazas de dos asientos operados en la Primera Guerra Mundial.

### Período entre las guerras
El escuadrón fue reformado, y se asentó en la base de la RAF en Andover en enero de 1923, como un escuadrón de bombarderos diurnos, equipado con aviones Airco DH.9A, para posteriormente ser transferido a la base de la RAF en Bircham Newton, en Norfolk. En abril de 1924, éstos fueron reemplazados por los aviones Fairey Fawn a pesar del hecho de que ofrecían poca mejoría en el rendimiento sobre el DH.9A, trasladándose a la base de la RAF en Netheravon en mayo de ese año. Los aviones Fawn fueron reemplazados por los bombarderos Hawker Horsley en noviembre de 1926, manteniéndolos hasta diciembre de 1928, cuando los entregó al 100° Escuadrón de la RAF,trasladándose a Risalpur, en la India (ahora Pakistán), volando aviones Westland Wapiti, con tareas de cooperación con el Ejército, y llevando a cabo incursiones aéreos contra las fuerzas tribales rebeldes En febrero de 1932, se sustituye los aviones Wapitis con los Hawker Hart, continuando con las tareas encomendadas con anterioridad. Recibió bombarderos monoplanos Blenheim I en julio de 1939. Al próximo mes, se traslada a Singapur, justo antes del estallido de la Segunda Guerra Mundial en Europa.

### La Segunda Guerra Mundial
El escuadrón fue enviado primero a Aden, al comienzo de la Campaña de África Oriental, y luego a Colombo, Ceilán, a principios de 1942, en el que estuvo involucrado en una serie de ataques fallidos a buques japoneses. Durante 1943, el escuadrón fue re-equipado con aviones Hurricane y trasladado a Birmania en funciones de ataque terrestre, apoyando al 14° Ejército.

### Desde 1945
El escuadrón formó parte de las fuerzas de ocupación en Japón a partir de agosto de 1945 a febrero de 1948, cuando se disolvió. Reformado en Alemania en octubre de 1949, volaron aviones Mosquitos, Vampires and Venoms. El escuadrón se disolvió nuevamente en 1957, pero fue prontamente reactivado, en enero de 1959 con aviones cazas nocturnos Meteor. Los aviones jabalinas. sustituyeron a los Meteors tres años después, y el Escuadrón se quedó con este tipo de aviones hasta otra disolución en 1966.
Reactivado a principios de 1967, el 11° escuadrón pasó los siguientes 21 años de vuelo con aviones Lightnings, hasta mayo de 1988, hasta ese momento uno de los últimos dos escuadrones equipados con este tipo de aviones, y se asentó en la base de la RAF en Binbrook, en Lincolnshire.
Entre agosto de 1988 y octubre de 2005, el escuadrón operó con aviones de doble tripulación Panavia Tornado F3, en la base de la RAF en Leeming.
En febrero de 2003 se anunció que algunos de los Tornado F3 del 11° escuadrón había sido modificado para llevar a los misiles ALARM (como EF3s) para ampliar sus capacidades, y así incluir la supresión de la defensa aérea enemiga (SEAD). La lógica de esto está clara, como los Tornado GR4 fueron equipados para llevar grandes cargas ofensivas, en los conflictos recientes, la superioridad de estos aviones cazas se vio limitada.
Tras la publicación del "Future Capabilities study" (Estudio de Capacidades Futuras), el 21 de julio de 2004, el 11° escuadrón se disolvió en octubre de 2005. Posteriormente, La RAF anunció que el 11° escuadrón sería el escuadrón de segunda línea que sería equipado con aviones Typhoon con asiento en la base de la RAf en Coningsby. El escuadrón puso pie en Coningsby, el 29 de marzo de 2007, con la designación (F, del inglés, Fighter).
En marzo de 2011, el 11° Escuadrón (con la asistencia de personal del 29° escuadrón y aeronaves adicionales suministrados por los escuadrones 29° y 3°) despegaron hacia Gioia del Colle, Bari, Italia, para ayudar a la policía, en la zona de exclusión aérea establecido por la Resolución 1973 sobre Libia.